# Hiroshi Suzuki
Hiroshi Suzuki (Japón, 18 de septiembre de 1933) es un nadador japonés retirado especializado en pruebas de estilo libre, donde consiguió ser subcampeón olímpico en 1952 en los 100 metros.

## Carrera deportiva
En los Juegos Olímpicos de Helsinki 1952 ganó la medalla de plata en los 100 metros estilo libre, con un tiempo de 57.4 segundos, tras el estadounidense Clarke Scholes (oro también con 57.4 segundos) y por delante del sueco Göran Larsson (bronce con 58.2 segundos).